# Roderesch
Roderesch (Drents: Roneresch of Rooneresch) is een dorp in de gemeente Noordenveld, in de Nederlandse provincie Drenthe. Het ligt ongeveer 1,5 km ten zuiden van Roden. Op 1 januari 2023 woonden er 245 mensen. Het achtervoegsel Esch refereert aan het geografische begrip es, de naam betekent dus Es van Roden.
De eerste zes huizen van Roderesch dateren uit 1850 en werden bewoond door arme boeren die zich bezighielden met het ontginnen van heide. Het dorpje ontstond rond 1900. De bebouwing concentreerde zich aanvankelijk in de buurt van de lagere school, die ook door leerlingen uit Alteveer en Steenbergen werd bezocht. Na de oorlog ontstond rondom die kern een kleine woonbuurt.
Tot 1998 was Roderesch onderdeel van de gemeente Roden.
Ten westen van het dorp ligt het voormalige Werkkamp Roden.
Hoofdplaats: Roden

Overige plaatsen: Allardsoog (deels) · Altena · Alteveer · Amerika · Boerlaan · Een · Een-West · De Streek · Foxwolde · Huis ter Heide · Klunderveen · Langelo · Lieveren · Leutingewolde · Matsloot · Nietap · Nieuw-Roden · Norg · Norgervaart (deels) · Oostindië (deels) · Peest · Peize · Peizermade · Peizerwold · De Pol · Roderesch · Roderwolde · Sandebuur · Steenbergen · Terheijl · Veenhuizen · Westervelde · Zuidvelde

Drenthe: Steden en dorpen      Nederland: Provincies · Gemeenten